# Beatsteaks
Beatsteaks — панк-рок-группа из Берлина, основанная в 1995. С их дебютным альбомом «Launched» в 1999 году, они стали первой немецкой группой на лейбле Epitaph Records. На MTV Europe Music Awards в 2004 году они получили награду, как лучшая немецкая группа. Дебют Beatsteaks для американской публики состоялся в телепередаче MTV Viva La Bam и появились на сборнике Viva La Bands с песней «I Don’t Care as Long as You Sing». А также их песни попадали на сборники Punk-O-Rama. 30 марта 2007 года вышел «Limbo Messiah» и достиг третьего места в германских чартах. Релиз последнего альбома, названного «Boombox», состоялся 28 января 2011 года.

## Дискография

### Альбомы
- 1997: 48/49
- 1999: Launched
- 2002: Living Targets
- 2004: Smack Smash
- 2007: .limbo messiah
- 2011: Boombox
- 2013: Beatsteaks[1]
- 2017: Yourth[2][3]

### EP
- 1998: 6-11-98 Knaack
- 2002: Wohnzimmer-EP

### Синглы
- 2002: Summer
- 2002: Let Me In
- 2004: Hand In Hand
- 2004: I Don’t Care As Long As You Sing
- 2004: Hello Joe
- 2004: Loyal To None (Лимитированный винил-сингл)
- 2007: Jane Became Insane
- 2007: Cut off the top
- 2007: Meantime
- 2007: Demons Galore
- 2010: Milk & Honey
- 2011: Cheap Comments
- 2011: Automatic
- 2013: Saysaysay[4]
- 2014: Gentleman Of The Year[4]

### DVD
- 2004: Beatsteaks Live
- 2005: B-Seite
- 2007: .demons galore